# شترک (قزوین)
شترک (قزوین)، روستایی از توابع بخش رودبار شهرستان شهرستان قزوین در استان قزوین ایران است.

## جمعیت
این روستا در دهستان رودبار محمد زمانی قرار دارد و براساس سرشماری مرکز آمار ایران در سال ۱۳۸۵، جمعیت آن ۲۱۹ نفر (۶۳خانوار) بوده‌است.

## مردم
اهالی روستای شترک مانند دیگر الموتی‌ها از اقوام تات هستند و به زبان تاتی تکلم می‌کنند.